# Ion Brătianu
Ion Constantin Brătianu (2. června 1821 Piteşti – 16. května 1891 Florica) byl rumunský politik, klíčová postava rumunské politiky 2. poloviny 19. století. Dvakrát byl premiérem Rumunska (1876–1881, 1881–1888), celkem téměř dvanáct let (což byl rekord až do komunistické éry). V roce 1875 založil Národní liberální strany (Partidul Național Liberal), nejstarší rumunskou politickou stranu, k jejíž ideové výbavě patřil nacionalismus, antisemitismus a navzdory názvu též ekonomický protekcionismus.

## Kariéra
Brătianu patřil k vlivnému bojarskému a posléze politickému rodu, jeho bratr Dimitrie Brătianu byl rovněž rumunským premiérem, stejně jako jeho synové Ion I. C. Brătianu a Vintilă Brătianu. Významným politikem byl i jeho další syn Dinu Brătianu (ministr financí a vůdce národní liberální strany v letech 1934–1947). Brătianova politická kariéra začala účastí na valašské revoluci v roce 1848, působil během ní jako policejní prefekt v prozatímní vládě. Obnovení ruské a osmanské nadvlády ho vyhnalo do exilu. Uchýlil se do Paříže a snažil se ovlivnit francouzské veřejné mínění ve prospěch navrhovaného sjednocení rumunských knížectví. Byl však vnímán jako excentrik; v roce 1854 byl odsouzen ke třem měsícům vězení za pobuřování a později byl dokonce umístěn do ústavu pro choromyslné. V roce 1856 se vrátil do Valašska. Po vzniku Spojených knížectví Valašska a Moldávie se postavil do opozice proti jejich prvnímu knížeti Alexandru Ioan Cuzovi. V roce 1866 se podílel na jeho svržení a nastolení nové dynastie Hohenzollern-Sigmaringen. Pod vedením nového knížete Karla Eitela von Hohenzollern-Sigmaringen, s nímž měl velmi blízký vztah, se dostal k mnoha ministerským funkcím i do čela vlády. Jeho vláda viděla jako hlavního nepřítele Rakousko-Uhersko a navázala strategické spojenectví s Ruským impériem, které Rumunsku pomohlo setřást poručnictví Osmanské říše, nicméně velmi rychle se ukázala ošemetnost této strategie, když Rusové zabrali jižní Besarábii. Jeho vláda také zesílila antisemitská opatření, která ze země vytlačila mnoho Židů. V této věci nicméně ustupoval nezřídka mezinárodnímu tlaku, zejména Berlínskému kongresu. Klíčovým cílem jeho liberální strany (oproti hlavnímu oponentovi, Konzervativní straně, která se opírala o velké vlastníky půdy), bylo rozšíření volebního práva pro část městského obyvatelstva. To se podařilo Brătianovi prosadit roku 1883 změnou ústavy. Tím také liberálové velmi posílili své postavení. V poslední fázi své politické dráhy se sblížil s Německem. Ke konci kariéry se stal Brătianu značně neoblíbeným a jeho svržení bránila jen neochota široké opozice jít proti vůli krále.